# Ficus enormis
Ficus enormis är en mullbärsväxtart som först beskrevs av Carl Friedrich Philipp von Martius och Friedrich Anton Wilhelm Miquel, och fick sitt nu gällande namn av Carl Friedrich Philipp von Martius. Ficus enormis ingår i släktet fikonsläktet, och familjen mullbärsväxter. Inga underarter finns listade i Catalogue of Life.